# Тикканен, Матти
Ма́тти Са́кари Ти́кканен (фин. Matti Sakari Tikkanen; 17 октября 1945, Хельсинки, Финляндия) — финский танцовщик, солист Финского национального балета, артист, балетный педагог.

## Биография
Родился 17 октября 1945 года в Хельсинки, в Финляндии.
Окончил балетную школу Финского национального балета в Хельсинки и с 1961 по 1968 годы выступал в качестве артиста Финского национального балета, а с 1966 по 1968 годы — в качестве ведущего солиста.
С 1968 по 1972 году работал по контракту солистом Цюрихского оперного театра; с 1972 по 1974 годы — солистом Deutsche Oper am Rhein в Дюссельдорфе; с 1975 по 1977 года — солистом Houston Belletin (США) и с 1977 по 1985 года — вновь солистом Финского национального балета.
В 1975 году был награждён самой престижной наградой Финляндии для деятелей искусства — медалью «Pro Finlandia».

## Семья
- Жена — Мирья Каарина Тервамаа (фин. Mirja Kaarina Tervamaa; род. 1966), танцовщица, артистка кино, в разводе. Есть ребёнок.

## Фильмография
- 1981 — Aikalisä, (отец Урпо)
- 1965 — Päällysviitta (танцор)